# Magnum Crimen
Magnum Crimen: Пола вијека клерикализма у Хрватској (лат. magnum crimen — велики злочин) је књига о развоју клерикализма у Хрватској од краја 19. века до краја Другог светског рата, др Виктора Новака (1889—1977), хрватског католичког свештеника и професора Универзитета у Београду, шефа Историјског института Српске академије наука и уметности и дописног члана Југословенске академије знаности и уметности, која је први пут издата у Загребу 1948. године. Новак је на 1119 страница (у 18 поглавља) представио развој клерикализма у Хрватској од почетка 20. века (то јест од одржавања Свехрватског католичког конгреса у Загребу 1900. године) до краја Другог светског рата.
Непосредно по изласку из штампе, римска курија је анатемисала књигу и ставила је на Index librorum prohibitorum (Списак забрањених књига).

## Писање књиге — историја и мотиви
У уводу књиге, Новак пише да је више од четрдесет година потрошио на скупљању материјала које је касније користио при писању књиге. Са скупљањем материјала је почео још као ђак средње школе, наставио као универзитетски студент, па члан Аустријског историјског института и Ватиканске палеографске школе у Риму, те универзитетски професор у Загребу и Београду. Његова идеја водиља није била само да напише ову књигу, него трилогију чија ће, касније, прва два дела бити Magnum tempus и Magnum sacerdos. Године 1941, непосредно након разарања и окупације Краљевине Југославије, Новак је био међу првих десет које је Гестапо ухапсио. Од страха да касније не буде поново ухапшен и убијен, Новак је уништио сав материјал који је сакупио у току поменутих четрдесет година. Наставиће да ради на свом пројекту трилогије након ослобођења Београда, октобра 1944. године, тако што је почео да пише њен трећи део - Magnum Crimen.
Посматрајући деловање Католичке цркве на тлу Југославије у периоду дужем од педесет година, аутор књиге закључује да је ова црква заменила идеју служења Богу идејом служења римској курији, тј. држави римског понтификата у улози светског владара. Производ ове идеје у Краљевини Југославији је идентификација католицизма и хрватске државности, што је претворило већину католичког свештенства у ватрене присталице усташа.

### Прво издање књиге
Књига је подељена на два тематска дела главама XV Зрење пред жетву и XVI Крвава жетва. У свом првом делу књига описује активности католичког клера у Краљевини Југославији који покушава да се постави изнад државе, да контролише државу и, што је могуће више, свакодневни живот њених грађана од почетка двадесетог века па до почетка Другог светског рата. Срж доктрине католичке цркве у Краљевини Југославији у том периоду је била: 
- католички клер треба да има статус државних службеника,
- држава не може имати никакву контролу над Црквом,
- Црква има пуно право укључења у политички живот Краљевине,
- црквена доктрина и религиозно образовање морају да буду део школског програма основних и средњих школа у Краљевини,
- школски програм Католичке цркве мора бити обавезан за децу чији је бар један родитељ католик,
- нико у Краљевини Југославији не може бити неконфесионалан нити треба дозволити прелаз из хришћанства у не-хришћанство[10].

Да би постигла своје циљеве, Католичка црква настоји свим силама у Краљевини Југославији да спречи одвајање цркве од државе. Католичка црква подржава активно клерикалне католичке политичке партије, конфронтирајући их другим конфесијама, а на првом месту Српској православној цркви, јавно проповедајући мржњу против православног становништва Краљевине и заговарајући хрватски и словеначки сепаратизам и нетолерантност према другим конфесијама.
Новак је оптужио клерикалисте у Хрватској, (језуитски ред односно исусовце, фрањевачки ред, као и остале католичке поглаваре и свештенике који су заговарали потпуну послушност Ватикану) да су, под директивом папе и римске курије, од самог успостављања Краљевине Срба, Хрвата и Словенаца активно радили на сузбијању реформистичког покрета у Католичкој цркви на тлу нове државе, као и да су свесно радили на сузбијању сваког вида народног, верског и политичког приближавања Срба и Хрвата. По Новаку, Ватикан се бојао да ће реформски покрет у Католичкој цркви у Хрватској (који је 1919. године прогласио од Ватикана аутономну народну Хрватску старокатоличку цркву) превладати и радити на црквеној унији са Српском православном црквом. Другим речима, по Новаку Ватикан је страховао да ће у новој држави доћи до народног уједињења Срба и Хрвата у „Србохрвате“, чија би уједињена народна црква била ван директне контроле Ватикана (признавала она супримат Папе или не). Да би стала на пут овом процесу, римска курија извршила је снажан дипломатски притисак на Краљевину Срба, Хрвата и Словенаца и приморала је да стави Хрватску старокатоличку цркву у илегалу (влада Чубриловића је ово учинила 1923. године), а потом је на чело Католичке цркве у Хрватској поставила Ватикану оданог језуита Алојзија Степинца..
Новак такође пише о идејама Јосипа Јураја Штросмајера од којих је најзначајнија она која каже да је служење Богу једнако служењу народу. Полазећи од те своје идеје водиље, Штросмајер ради активно на зближавању Срба и Хрвата и уводи старославенски језик у литургију Католичке цркве на Балкану чему се агресивно одупире католичко свештенство у Хрватској и Словенији. Ово свештенство ставља римску курију између Бога и народа, захтевајући беспоговорну покорност католика римској курији и безусловну љубав према римском папи. Свештенство које је остало верно Штросмајеру је маргинализовано, а најватреније следбенике Штросмајера ће екскомуницирати загребачки надбискуп.
Штросмајера исто католичко свештенство које је против његових идеја прихвата као свога, али искривљује његове идеје или их не спомиње уопште. Штросмајерову судбину ће делити Фрањо Рачки, Анте Трумбић и Стјепан Радић — три хрватска политичара који су активно заговарали југословенство као заједнички именилац заједништва и живота словенског народа у Краљевини Југославији. Трумбићева и Радићева борба против централизма ће Католичка црква интерпретирати као подршку словеначком и хрватском сепаратизму.
Новак пише и подупире документима да чак антиславенске активности у словеначким и хрватским подручјима у Италији (што их је Италија добила као компензацију за њено учешће у Првом светском рату) не наилазе ни на какав отпор или осуду међу хрватским и словеначким клером у Југославији.
Павелићеве политичке активности, усташки тероризам и фашизам, као усташка идеологија су добиле отворену подршку католичког клера у Краљевини Југославији. Павелићев национализам идентификује католицизам и хрватство, што католички клер активно подржава и интерпретира.
Други део ове књиге, тачније четири њене последње главе, говори о оснивању и постојању Независне Државе Хрватске. Успостављањем Независне Државе Хрватске клерикализам у Хрватској је, према аутору, ступио у својеврстан брак са усташким покретом, и тако створио клерофашизам. Павелићеву НДХ је тадашње вођство Католичке цркве у Хрватској прогласило за Civitas Dei („божју државу“). Аутор показује кроз стотине страница сачуваних докумената да је овим ставом Католичка црква у Хрватској не само отворено подржавала усташки режим и његове методе решавања 'српског питања', већ и активно учествовала у њиховом спровођењу. Књига је пуна ратних сведочанстава и докумената чиме се доказује активно учешће хрватског католичког клера у подршци, организацији, и извршењу истребљења и присилног преобраћивања православних Срба у католицизам, те потпуно истребљење Јевреја и Рома у Краљевини Југославији. Један од најбизарнијих догађаја описаних у овој књизи је понашање католичких свештеника у логору Јасеновац. После убистава логораша, које су вршили на најсвирепији начин који су могли да замисле, ови су се кољачи редовно молили Богу у логорској капели.
После рата ће се исти католички клер бранити тврдећи како су они били активно против присилног покатоличавања и истребљења Срба наводећи писма и инструкције врха Католичке цркве послане клеру. Новак међутим тврди да су ова писма слана кад је посао истребљења и покатоличавања био већ у великој мери завршен а сама писма нису била јавна нити су инструкције биле обавезне да се следе. Штавише, у једном чланку Новога листа (17. III 1942), католички клер се противи покрштавању Јевреја како би се избегло њихово истребљење.
Надбискуп Степинац је приказан у овој књизи као тврди католички крсташ који је јавно подржао оснивање Независне Државе Хрватске, признаје усташе као хрватске патриоте и моли се за дуг живот Павелића и његове успехе, брани усташе пред римским папом и био је одговоран за расистички став и понашање његовог клера.
Књига Magnum Crimen за период НДХ обилато користи документацију објављену у збиркама "Dokumenti o protunarodnom radu i zločinima jednog dijela katoličkog klera" (Загреб, 1946) и "Suđenje Lisaku, Stepincu, Šaliću i družini, ustaško-križarskim zločincima i njihovim pomagačima" (Загреб, 1946)

### Издање књиге на енглеском језику
Сем што је издање ове књиге из 1948. године комплетно преведено на енглески 2011. godine, додане су му две нове главе - XIV. Црквени бојовници ратују с Тиршевом идеологијом, и XV. Петицијске оптужбе, које су биле изостављене под притиском Титовог шефа ОЗНЕ Макса Баће.
У глави XIV се говори о Соколском друштву, које су у Прагу 1862. године основали Јиндрих Фингер и Мирослав Тирш. Циљ Соколског друштва је био да се оживи и рашири свест о народној припадности и унапреди душевно и физичко здравље чешког народа преко спорта и моралног образовања. 
Ова идеја је добила свеславенски карактер а Соколске организације су касније биле основане у Хрватској, Словенији, Србији, Бугарској, Пољској и Русији. Штросмајер, који је у то време био ђаковачки бискуп, је пружио пуну подршку Соколском покрету. После распада Аустро-Угарске и настанка Краљевине Срба, Хрвата и Словенаца 1918. године, а под руководством др. Лазара Цара, Хрватска соколска друштва су се ујединила са Српским и Словеначким соколским друштвима у широки Југословенски соколски савез дана 15. јуна 1919.
Сепаратистички настројени хрватски клир је принудио Хрватске соколе да напусте Југословенски соколски савез током 1919–20, распаљујући унутрашње сукобе у Савезу на политичким основама. Истовремено је високи хрватски католички клир основао Орлове, клерикалну организацију чији је циљ био да одвоји католичку омладину од Савеза. Хрватска католичка црква је одбила свесловенску идеју заједништва католика, православних и муслимана под крилатицом "брат је мио било које вере био". Две католичке организације Орлови и Католичка акција су биле главна основа отпору идеји Југословенства, братства и религиозног саживота. Отпор Католичке цркве овој идеји панславизма је довела до тога да пољски Соколи не узму учешће у међународном Свесоколском сусрету  који је одржан у Прагу 1926. године.
Глава XV, чији је наслов Петицијске оптужбе, говори о неколико хрватских клерикалаца, следбеника Штросмајерове идеје у којој се каже да је служење народу једнако служењу Богу што је требало да буде морална основа Југословенства, братства и религиозног саживота у новој Краљевини. Најистакнутији међу њима је био дон Франо Иванишевић, народни борац за и промотер литургије у хрватској католичкој цркви на старославенском језику. Он је доказивао да католички свештеник који служи своме народу није против сопствене цркве и вере.

## Књига као академска референца
Када је прво издање књиге изашло 1948. године у Загребу, сумња се да је велики део тиража купила и уништила Католичка црква. Због тога је ова књига била врло ретка у Социјалистичкој Федеративној Републици Југославији.
Међу историчарима ова је књига прихваћена као озбиљна академска референца и, као таква, цитирана и референцирана веома често ,. Новакова књига је референцна књига у универзитетским библиотекама широм света .
Најранији прикази ове књиге су прикази проф. С. Троицког (1949 г. - види линк) и Швеђанина О. Нојмана.
Нојман истиче да је Новак, Хрват по рођењу, био професор хрватске историје на Београдском универзитету чији је циљ био унапредити узајамно разумевање између Срба и Хрвата. Новак није изван текућих сукоба и контроверзи и, по Нојману, књига није писана да би се Новак додворио владајућем режиму. Корени књиге су у антиклерикалним ставовима који су се ширили од Француске преко Италије до средње Европе и који су у средњој Европи постали део политичке и националне борбе. Новак посвећује 500 страна књиге мрачној слици савеза "мантије и сабље" тј. хрватске римокатоличке цркве и НДХ а гради је на документима које је сам прикупио и сведочанствима које је чуо од затвореника бањичког логора. Сама књига је пуна цитата докумената тога доба чиме Новак не само да жели подупрети своје оптужбе против савеза "мантије и сабље" него и разоружати унапред своје противнике. На крају своје критике ове књиге Нојман каже да су неки делови књиге писани строго академски док су други у форми јавних оптужби.
Американац Вилијам Банди (енгл. William P. Bundy) даје само кратак преглед ове књиге сажет у две реченице.
Корнис-Поуп (енгл. Marcel Cornis-Pope) и Нојбауер (енгл. John Neubauer) тврде да је књига наручена да би подупрла Титове послератне инсцениране судска процесе. Ипак, ова два аутора пишу да књига богато документира усташке злочине током рата у три логора смрти и друга насиља против Срба, Рома и Јевреја. Отуд су на Новака (у Хрватској) гледали као на издајника Хрватске. Британски новинар Робин Харис (енгл. Robin Harris) тврди да је Новакова теорија хрватског клеро-фашизма базирана на претераним проценама злочина, и мотивирана политичким разлозима..

## Издања
Књига са 18 поглавља има шест издања и једно скраћено. Последње издање књиге са 18 поглавља објавила је београдска издавачка кућа „Нова књига“ 1986. године (са репринтом 1989. године).
После открића два необјављена поглавља, која су, како истиче академик Василије Крестић, изостављена интервенцијом Владимира Бакарића приликом припреме за штампу првог издања, 2011. године појавило се прво нецензурисано издање издавачке куће Гамбит из Јагодине - на енглеском језику. Исто нецензурисано издање књиге на српскохрватском језику је приредила издавачка кућа Catena mundi из Београда 2015. године.
- Novak, Viktor (1948). Magnum Crimen: Pola vijeka klerikalizma u Hrvatskoj. Zagreb: Nakladni zavod Hrvatske.
- Novak, Viktor (1960). Velika optužba (Magnum crimen): Pola vijeka klerikalizma u Hrvatskoj. 1. Sarajevo: Svjetlost.
- Novak, Viktor (1960). Velika optužba (Magnum crimen): Pola vijeka klerikalizma u Hrvatskoj. 2. Sarajevo: Svjetlost.
- Novak, Viktor (1960). Velika optužba (Magnum crimen): Pola vijeka klerikalizma u Hrvatskoj. 3. Sarajevo: Svjetlost.
- Novak, Viktor (1986). Magnum Crimen: Pola vijeka klerikalizma u Hrvatskoj. Beograd: Nova knjiga.
- Novak, Viktor (1989). Magnum Crimen: Pola vijeka klerikalizma u Hrvatskoj. Beograd: Nova knjiga.
- Novak, Viktor (2011). Magnum Crimen: Half a Century of Clericalism in Croatia. 1. Jagodina: Gambit.
- Novak, Viktor (2011). Magnum Crimen: Half a Century of Clericalism in Croatia. 2. Jagodina: Gambit.
- Novak, Viktor (2015). Magnum Crimen. 1. Beograd: Catena Mundi. - necenzurisano izdanje na srpskohrvatskom jeziku
- Novak, Viktor (2015). Magnum Crimen. 2. Beograd: Catena Mundi.- necenzurisano izdanje na srpskohrvatskom jeziku